# Mineplex
Mineplex was een Minecraft-server die actief was van 2013 tot 2023.

## Geschiedenis
Mineplex werd op 24 januari 2013 opgericht door Gregory Bylos. De server kreeg een grote toename in aantallen spelers nadat de Youtuber CaptainSparklez video's maakte over de server. In 2016 werkten de Dallas Mavericks samen met Mineplex om Dallas Mavericks World te creëren: een minigame voor de server. In een persbericht schreef het team dat spelers kunnen meedoen aan bouwcompetities en een basketbalminigame in een volledig nagemaakt model van het American Airlines Center. De minigame werd in de zomer van 2016 op de server gelanceerd. In Guinness World Records 2016: Gamers Edition werd Mineplex vermeld als de populairste Minecraft-server, met 34,434 spelers tegelijk op de server op 28 januari 2015 . Dit record werd later verbroken door Hypixel. Mineplex is op 16 mei 2023 gestopt.

## Kenmerken
De belangrijkste kenmerken van de server waren de verschillende minigames; speciaal aangepaste en sterk gemodificeerde werelden met verschillende doelstellingen. Ze zijn onderverdeeld in categorieën zoals Classics, Arcade, Champions, Clans en Holiday-minigames. Mineplex verkocht onder andere in-game items aan spelers om geld op te halen voor het beheer en de verdere ontwikkeling van de server.